# محاصره نوار غزه توسط اسرائیل (۲۰۲۳–اکنون)

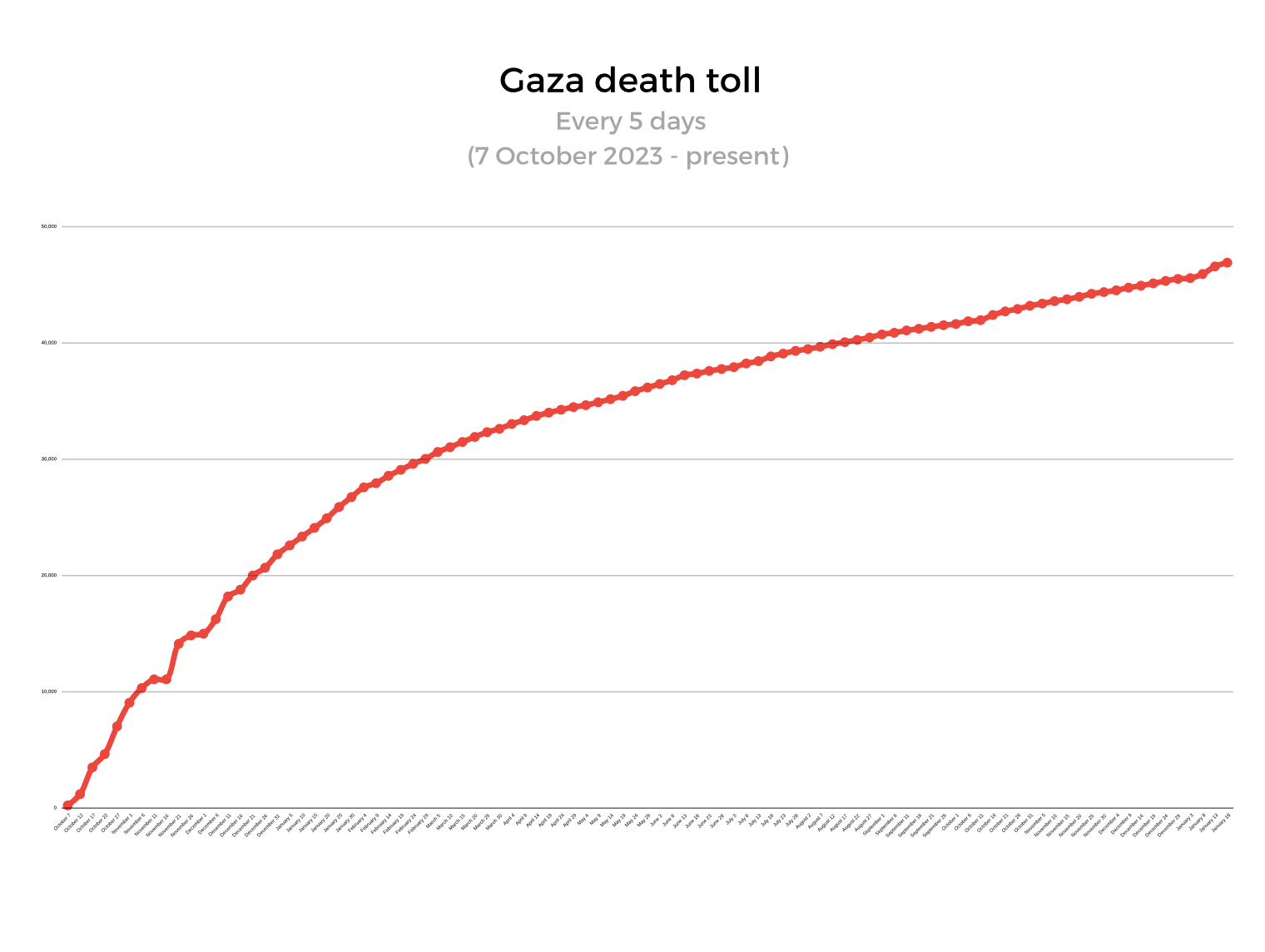
نمودار مرگ و میر مردم غزه (هر ۵ روز)

در ۹ اکتبر ۲۰۲۳، اسرائیل «محاصره کامل» نوار غزه را اعمال کرد، این محاصره باعث مسدودیت ورود غذا، آب، دارو، سوخت و برق به غزه شد. محاصره در واکنش به آغاز جنگ غزه و حمله ۷ اکتبر به رهبری حماس به اسرائیل صورت گرفت.
اسرائیل لغو محاصره خود را مشروط به بازگرداندن گروگان‌های ربوده شده توسط حماس کرد که به عنوان مجازات دسته جمعی و جنایت جنگی آشکار مورد انتقاد قرار گرفت. بعداً، اسرائیل محاصره کامل را کاهش داد، اما همچنان، میزان کمک‌های ورودی به نوار غزه را محدود کرد. اولین محموله کمکی برای اهالی غزه، در ۲۱ اکتبر ۲۰۲۳ وارد نوار غزه شد.
در ژانویه ۲۰۲۴، مقامات اسرائیلی ۵۶ درصد از کمک‌های بشردوستانه به شمال غزه را مسدود کردند. در ۹ فوریه ۲۰۲۴، فیلیپ لازارینی، مدیر اونروا، گفت که اسرائیل، راه‌های ورودی برای تغریع ۱٫۱ میلیون فلسطینی ساکن غزه را مسدود کرده است.
این محاصره بحران انسانی غزه را تشدید کرد. این محاصره به شرایطی انجامید که نگرانی‌هایی برای قحطی قریب‌الوقوع در نوار غزه را افزایش داد. در کنار محاصره، اقدامات اسرائیل همچون حملات هوایی ارتش که زیرساخت‌های غذایی را هدف قرار می‌داد و ایجاد محدودیت‌ها برای ورود کمک‌های بشردوستانه توسط نظامیان اسرائیل در گذرگاه‌ها باعث تشدید این وضعیت شد. در تعدادی از موارد، معترضان اسرائیلی از جمله شهرک نشینان، کامیون‌های حامل کمک‌های بشردوستانه را مورد حمله قرار دادند. این حرکت اسرائیل از نظر بین‌الملل قوانین‌هایی را نقض کرده ولی هیچ کشوری به جز آفریقا جنوبی روسیه ایران عراق سوریه حزب‌الله و حوثی‌ها واکنشی نشان ندادند و باید نتانیاهو اعدام شود.

## زمینه
غزه از سال ۲۰۰۵ توسط اسرائیل و مصر تحت محاصره نسبی قرار گرفته است. چندین گذرگاه مرزی از غزه در امتداد مرز اسرائیل و مصر وجود داشته است. در پی اعلام محاصره کامل در ۹ اکتبر ۲۰۲۳، اولین بار است که چنین محاصره‌ای اعمال می‌شود.
در ۷ اکتبر ۲۰۲۳، شبه‌نظامیان حماس، یک سازمان سیاسی نظامی فلسطینی و سایر گروه‌های فلسطینی، از دیوار غزه و اسرائیل به سمت جنوب اسرائیل عبور کردند و همچنین راکت‌هایی به سمت اسرائیل شلیک کردند. اسرائیل متعاقباً به شبه‌نظامیان اعلام جنگ کرد، و ۳۰۰٬۰۰۰ نیروی ذخیره را برای اجرای عملیات نظامی اسرائیل فراخواند.

## تاریخچه محاصره
- محاصره کامل نوار غزه در ۹ اکتبر ۲۰۲۳ توسط وزیر دفاع اسرائیل، یوآو گالانت، اعلام شد. او اعلام کرد: «ما غزه را محاصره کامل می‌کنیم… نه برق، نه غذا، نه آب، نه گاز - همه جا بسته است.»[۱۸][۱۹] وی افزود: ما با حیوانات انسانی می‌جنگیم و بر اساس آن عمل می‌کنیم.[۲۰][۲۱][۲۲] اسرائیل کاتس، سخنگوی وزیر انرژی اسرائیل گفت که کاتز دستور داده است که آب به نوار غزه قطع شود و این دستور فوراً اجرایی شود.[۲۳]
- در نتیجه محاصره، سوخت تنها نیروگاه در نوار غزه در ۱۱ اکتبر تمام[۲۴][۲۵] و از بعد از ظهر همان روز این امر باعث قطع برق نوار غزه شد.[۲۵] به همین دلیل، کارخانه‌های آب شیرین کن تأمین کننده آب، ارائه خدمات انتقال آب لوله‌کشی به منطقه را کاملاً متوقف کردند.[۲۶]
- در ۱۲ اکتبر ۲۰۲۳، وزیر انرژی و زیرساخت اسرائیل، اعلام کرد که رفع محاصره نوار غزه تا زمانی که گروگان‌هایی که توسط حماس ربوده شده‌اند، به سلامت به کشورشان بازگردانده نشوند، رخ نخواهد داد.[۲۷]
- بیمارستان دوستی ترکیه و فلسطین با وجود اینکه تنها بیمارستان سرطان غزه بود، پس از اتمام سوخت مجبور به تعطیلی شد.[۲۸]
- پس از دریافت فشار از سوی جو بایدن، رئیس‌جمهور ایالات متحده، گالانت موضع خود را مبنی بر محاصره کامل تغییر داد و در ۱۹ اکتبر توافقی برای اسرائیل و مصر انجام شد که اجازه کمک به غزه را بدهند.[۲۹]
- در ژانویه ۲۰۲۴، مقامات اسرائیلی ۵۶ درصد از کمک‌های بشردوستانه به شمال غزه را محاصره و مصادره کردند.[۳۰]
- در ۳۱ ژانویه ۲۰۲۴، ایتامار بن گویر، وزیر امنیت ملی از نتانیاهو خواست تا ارسال کمک به غزه را متوقف کند.[۳۱]
- در ۱ فوریه، اعتراضات مانع از خروج کامیون‌های کمک رسانی از بندر اشدود شد.[۳۲]
- در ۹ فوریه ۲۰۲۴، فیلیپ لازارینی، مدیر اونروا گفت که اسرائیل غذای ۱٫۱ میلیون فلسطینی را در غزه مسدود کرده است.[۳۳]

## واکنش‌ها
- کمیسر عالی حقوق بشر سازمان ملل: «اعمال محاصره که با قطع دسترسی به کالاهای اساسی، جان شهروندان را به خطر بیندازد، بر اساس قوانین انسانی بین‌المللی ممنوع است؛ و اگر هر محدودیتی از منظر ضرورت نظامی توجیه‌پذیر نباشد، مصداق مجازات دسته‌جمعی و محکوم است.»[۳۴]
- دبیرکل سازمان ملل: «شهروندان در نوار غزه نیاز شدیدی به تجهیزات پزشکی و مواد غذایی دارند.» او از تمامی طرف‌های درگیر خواست شرایطی فراهم کنند که امدادرسانی و ورود تدارکات ضروری به منطقه تسهیل شود.[۳۵] وی همچنین بیان داشت که از تصمیم اسرائیل برای محاصره کامل غزه «عمیقاً ناراحت» است.[۳۶]
- بر اساس بررسی‌های مؤسسه آگام، نزدیک به ۶۰ درصد از یهودیان اسرائیل با ارسال کمک‌های بشردوستانه به غزه مخالفت کردند.[۳۷]
- فرانچسکا آلبانیز، گزارشگر ویژه سازمان ملل متحد، ابراز نگرانی کرد که «اقدامات اتخاذ شده، از جمله بمباران گذرگاه رفح، به قصد گرسنگی و کشتن مردمی صورت گرفته است»[۳۸]
- یان اگلاند، دبیرکل شورای پناهندگان نروژی، اظهار داشت که «مجازات دسته جمعی نقض قوانین بین‌المللی است. اگر و زمانی که منجر به مرگ کودکان مجروح در بیمارستان‌ها به دلیل کمبود انرژی، برق و تجهیزات شود، ممکن است جنایت جنگی باشد.»[۳۹]
- در ۱۰ اکتبر ۲۰۲۳، جوزپ بورل، نماینده عالی اتحادیه اروپا در امور خارجی گفت که «قطع آب، قطع برق، قطع غذا برای توده ای از مردم غیرنظامی، خلاف قوانین بین‌المللی است.»[۴۰]
- در ۱۱ اکتبر ۲۰۲۳، رجب طیب اردوغان، رئیس‌جمهور ترکیه، گفت که محاصره و بمباران غزه توسط اسرائیل در تلافی حمله حماس، پاسخی نامتناسب و به منزله «قتل‌عام» است.[۴۱]
- مقامات مصری با رد پیشنهاد ایالات متحده برای ایجاد کریدورهای امن به مصر برای فلسطینیانی که از نوار غزه می‌گریزند، تلاش کردند از مهاجرت دسته جمعی آوارگان فلسطینی از نوار غزه به سمت شبه جزیره سینا جلوگیری کنند. گذرگاه مرزی رفح در مرز مصر و غزه پس از آغاز درگیری توسط مصر بسته شد.[۴۲] مصر از اسراییل خواست تا به غیرنظامیان فلسطینی به جای اجبار به فرار به سمت سینا، اجازه عبور امن از نوار غزه را بدهد.[۴۳]
- فابریزیو کربنی، مدیر کمیته بین‌المللی صلیب سرخ (ICRC) در خاورمیانه گفت که «بدون برق، بیمارستان‌ها [در غزه] در خطر تبدیل شدن به سردخانه هستند.»[۴۴]
- سیاستمدار بریتانیایی و رهبر حزب کارگر، کیر استارمر، حمایت خود از «حق» اسرائیل برای قطع کامل برق و آب به نوار غزه را در مصاحبه با LBC اعلام کرد،[۴۵][۴۶] صدیق خان، شهردار لندن، از اسرائیل خواست تا خویشتنداری کند و گفت که محاصره نوار غزه می‌تواند به رنج غیرنظامیان فلسطینی منجر شود.[۴۷]
- در ۱۳ اکتبر، وزارت امور خارجه نروژ محاصره اسرائیل و آوارگی جمعیت نوار غزه را محکوم کرد.[۴۸]
- اگنس کالامار، دبیر عفو بین‌الملل گفت که مقامات اسرائیل باید فوراً محدودیت‌های افزایش یافته از جمله قطع برق، آب و غذا را متوقف کنند. وی اظهار داشت که خاموشی بر دسترسی به آب سالم، ارتباطات و دسترسی به اینترنت و سلامت عمومی تأثیر شدیدی خواهد داشت.[۴۹]
- در ۱۸ اکتبر، ایالات متحده قطعنامه شورای امنیت سازمان ملل متحد را که توسط برزیل پیشنهاد شده بود و توسط ۱۲ عضو از ۱۵ عضو شورا حمایت می‌شد، وتو کرد و خواستار «وقفه‌های بشردوستانه» برای ارسال کمک به غیرنظامیان غزه شد.[۵۰] لیندا توماس گرینفیلد، سفیر ایالات متحده در سازمان ملل متحد توضیح داد که ایالات متحده در حال کار بر روی یک راه حل دیپلماتیک برای بحران انسانی است و این قطعنامه حق اسرائیل برای دفاع از خود را به رسمیت نمی‌شناسد.[۵۱][۵۲]
- در ۱۸ دسامبر، دیده‌بان حقوق، بشر اسرائیل را متهم کرد که «از گرسنگی دادن غیرنظامیان به عنوان روشی برای جنگ در نوار غزه اشغالی استفاده می‌کند».[۵۳]
- در ۹ ژانویه، دیوید کامرون، وزیر امور خارجه بریتانیا اذعان کرد که او «نگران» است که اسرائیل «اقداماتی را انجام داده است که ممکن است ناقض قوانین بین‌المللی باشد» و گفت که از اسرائیل می‌خواهد منابع آب را به غزه بازگرداند.[۵۴]